# Jacob (jurista)
Jacob (en llatí Jacobus, en grec Ἰάκωβος) fou un jurista, patronis causarum (advocat defensor) a Constantinoble.
Fou un del setze membres de la comissió jurídica nomenada per l'emperador Justinià I que sota la presidència de Tribonià, es va encarregar de redactar el Digest entre els anys 530 i 533.